# Danuta Baszkowska
Danuta Bożenna Baszkowska (ur. 18 sierpnia 1940 w Kałuszynie, zm. 31 stycznia 2025) – polska nauczycielka, pedagog, ekumenistka, założycielka i prezes Stowarzyszenia Pokoju i Pojednania „Effatha” w Warszawie.

## Życiorys
W 1962 ukończyła studia pedagogiczne z psychologią w Wyższej Szkole Pedagogicznej w Gdańsku, w 1966 studia polonistyczne na Uniwersytecie Warszawskim. W latach 1966–1988 była związana z edukacją, m. in. jako pracownik Uniwersytetu Warszawskiego, Centralnego Ośrodka Metodycznego i warszawskich szkół średnich i pomaturalnych, w tym w latach 1967–1984 była nauczycielem w Korespondencyjnym Liceum Ogólnokształcącym w Pruszkowie.
Wiele lat życia spędziła wraz z rodziną w Indiach, gdzie współpracowała z niemiecko-szwajcarskim zgromadzeniem zakonnym „Holy Cross”. Działała tam przeciw dyskryminacji kobiet w hinduizmie i przeciw dziecięcej prostytucji. W Indiach nawiązała współpracę ze zgromadzeniem Misjonarek Miłości i kontynuowała ją w Polsce. Była założycielką Modlitewnej Grupy Pojednania „Polski Asyż 1987”. Należała do współzałożycieli Towarzystwa „Tylko z Darów Miłosierdzia”, w ramach którego w latach 1989–2002 prowadziła działania charytatywne na rzecz bezdomnych matek i dzieci. Pełniła funkcję wiceprezesa. Była jednym z organizatorów, a następnie redaktorem literackim katolickich rozgłośni Radio Miedzeszyn i Radio Józef (1989–1996).
Po powrocie do Polski prowadziła długotrwałe rozmowy ze zwierzchnikami Kościołów zrzeszonych w Polskiej Radzie Ekumenicznej i Kościoła katolickiego na temat wzajemnego uznania chrztu. Rozmowy te zaowocowały podpisaniem przez nich 23 stycznia 2000 odpowiedniej deklaracji. Jednocześnie powstało Stowarzyszenie Pokoju i Pojednania „Effatha”, którego została prezesem. Dla upamiętnienia tego wydarzenia Stowarzyszenie co miesiąc (23 każdego miesiąca) urządzało wraz z Oddziałem Warszawskim PRE nabożeństwa ekumeniczne w kościele pw. Dzieciątka Jezus, należącym do parafii św. Alojzego Orione w Warszawie. W latach 2003–2012 należała do organizatorów Zjazdów Gnieźnieńskich, kierowała ich komisją ekumeniczną, była wiceprzewodniczącą Forum św. Wojciecha (organizatora zjazdów).
Była członkiem Komitetu Krajowego Światowego Dnia Modlitwy Kobiet w Polsce, skupiającego chrześcijanki ze 170 krajów, warszawskiego Klubu Inteligencji Katolickiej.
W 1960 poślubiła Zbigniewa Baszkowskiego, miała z nim czworo dzieci.
Msza święta żałobna odbyła się w sobotę 15 lutego 2025 w kościele św. Marcina w Warszawie pod przewodnictwem Prymasa Polski abp Wojciecha Polaka, a koncelebrantami byli metropolita warszawski abp Adrian Galbas i bp Rafał Markowski, biskup pomocniczy archidiecezji warszawskiej. Kazanie wygłosił bp Andrzej Malicki, prezes Polskiej Rady Ekumenicznej, zwierzchnik Kościoła Ewangelicko–Metodystycznego w Polsce. Po tych uroczystościach odbył się pogrzeb na Cmentarzu Wolskim.

## Odznaczenia i wyróżnienia
- 21 stycznia 2015 Prezydent RP Bronisław Komorowski „za wybitne zasługi w działalności społeczno-charytatywnej i zaangażowanie ekumeniczne” odznaczył ją Krzyżem Kawalerskim Orderu Odrodzenia Polski[7]
- Nagroda Polskiej Rady Ekumenicznej (2021)[8]
- Nagroda „Pontifici” (2010)[3]
- Nagroda im. św. brata Alberta (2010)[9]
- Medal Komisji Edukacji Narodowej[3]
- „Zasłużony dla Ziemi Pruszkowskiej”[3]
- Medal „Ecclesiae populoque servitium praestanti”[3]